# Alekséi Poliakov
Alexey Polyakov (Shebekino, Rusia, 28 de febrero de 1974) es un exfutbolista uzbeko, de origen ruso. Jugaba de portero y actualmente es el entrenador de porteros del Lokomotiv Moscú de la Liga Premier de Rusia.

## Selección nacional
Ha sido internacional con la Selección de fútbol de Uzbekistán, ha jugado 18 partidos internacionales.

## Clubes
| Club                         | País  | Año       |
| ---------------------------- | ----- | --------- |
| FC Salyut-Energia Belgorod   | Rusia | 1993-1994 |
| Lokomotiv Moscú              | Rusia | 1995-1997 |
| FC Neftekhimik Nizhnekamsk   | Rusia | 1998      |
| Lokomotiv Moscú              | Rusia | 1999-2000 |
| Krylia Sovetov               | Rusia | 2001-2004 |
| Lokomotiv Moscú              | Rusia | 2005-2008 |
| FC Luch-Energiya Vladivostok | Rusia | 2008      |
| FC Tom Tomsk                 | Rusia | 2009-2010 |
| FC Lokomotiv-2 Moscow        | Rusia | 2011-2012 |

- Datos: Q1840934
- Multimedia: Aleksei Poliakov / Q1840934